# واتسواف کوخار
واتسواف کوخار (لهستانی: Wacław Kuchar; ۱۶ سپتامبر ۱۸۹۷ – ۱۳ فوریهٔ ۱۹۸۱) بازیکن و مربی فوتبال، اسکیت‌باز سرعت، دونده دو نیمه‌استقامت و دو با مانع، ورزشکار پرش ارتفاع و نظامی اهل لهستان بود.
وی همچنین برندهٔ جوایزی همچون صلیب شجاعت (لهستان) شده‌است.
وی همچنین در تیم ملی فوتبال لهستان بازی کرده‌است.